# Santa Trofimena
Trofimena (... – VII secolo) è stata una martire cristiana, venerata come santa dalla Chiesa cattolica.

## Agiografia
L'agiografia di Santa Trofimena è piuttosto contorta e oggetto di controversie. Secondo la tradizione popolare minorese, subì il martirio in tenera età (intorno ai dodici-tredici anni) forse per mano dello stesso padre, in conseguenza del suo rifiuto al matrimonio con un pagano. Il corpo, chiuso in un'urna, fu gettato in mare, dove le correnti lo spinsero sino alla spiaggia di Minori. Non vi è però concordanza tra i vari autori sul periodo e le modalità del martirio. Il paese di origine della santa è Patti, o forse la sua frazione Tindari.
Presumibilmente verso il 640 l'urna, ritrovata da una lavandaia, venne fatta trasportare da una pariglia di giovenche bianche (divenute poi il simbolo della Santa) nel luogo dove venne eretta una chiesa, ricostruita in seguito.

## Nome
La questione sul nome della Santa è ancora oggi duplice: Trofimena a Minori, Febronia a Patti. Qualcuno arditamente avanza l'ipotesi che Trofimena sia il nome proprio e Febronia il nome della famiglia, cioè il cognome. La confusione dei nomi in passato fu tale da far confondere Trofimena con Trifone, compagno di sant'Agatone. Nel 1673, su richiesta del vescovo di Minori, Antonio Botti, la Sacra Congregazione dei riti, decretò che il nome della santa, da includere nel Martirologio Romano, fosse Trofimena. Questo nome, da Trofomes del 979, passando attraverso le modifiche Trefomee, Treufime e Treufimen, diventa, in modo definitivo, tra il 1061-1079, Trofimenis (Trophimenis).

## Culto

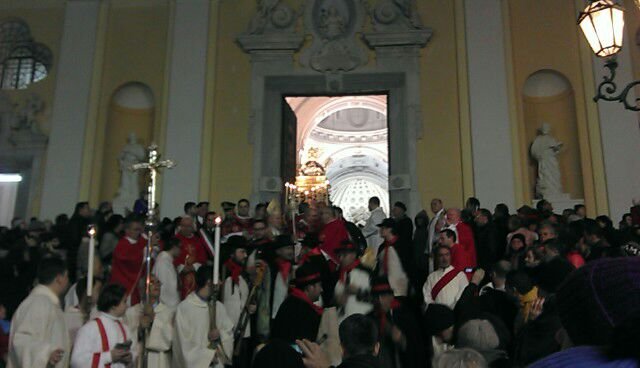
Processione di Santa Trofimena a Minori davanti alla basilica omonima.

Dei resti di Trofimena si ha notizia storica sin dagli anni 838-839, secondo quanto riportato da una fonte anonima che narra del trafugamento e delle varie traslazioni subite dai resti della Santa per opera dei Longobardi del principe Sicardo di Benevento. Dopo questi avvenimenti, per paura di futuri trafugamenti, il corpo della santa fu (secondo tutti i minoresi) deposto sotto l'altare. Ma alcuni di essi promisero di non dir mai il luogo vero della sepoltura che fu l'attuale cripta. Una volta decedute queste persone, i minoresi decisero di riprendere le reliquie dall'altare ma non vi trovarono niente. Esse furono ritrovate solamente nella notte del 27 novembre del 1793 e ad esse fu dedicata la moderna cripta della basilica, dove ancor oggi vengono conservate.
Santa Trofimena martire è venerata come patrona nella cittadina di Minori, nella cui basilica vengono tuttora conservate le spoglie. La festa ricorre il 5 novembre, presunto giorno del martirio e anniversario dell'arrivo del suo corpo a Minori, e i festeggiamenti in sua memoria oltre alla processione al mattino del 5 novembre, hanno luogo anche nei giorni 27 novembre con l'annuncio del S. Natale (II ritrovamento delle reliquie nel 1793) e il 13 luglio con la processione serale (seconda deposizione delle reliquie nell'839).